# Daniel Elahi Galán
Daniel Elahi Galán Riveros (* 18. Juni 1996 in Bucaramanga) ist ein kolumbianischer Tennisspieler.

## Karriere
Galán spielte bis 2017 hauptsächlich auf der ITF Future Tour und seitdem vor allem auf der ATP Challenger Tour. Auf der Future Tour gewann er vier Titel im Einzel und zwei Titel im Doppel.
2015 kam er in Bogotá bei den Claro Open Colombia durch eine Wildcard zu seinem Debüt auf der ATP World Tour. In der Auftaktrunde gewann er gegen Pere Riba in zwei Sätzen, ehe er gegen den topgesetzten Ivo Karlović, mit 7:6 (12:10), 1:6, 3:6 verlor. Im Juli 2018 gewann er in San Benedetto gegen Sergio Gutiérrez Ferrol seinen ersten Titel auf der Challenger Tour. Durch diesen Erfolg schaffte er mit dem 166. Rang seine bis dahin beste Platzierung in der Weltrangliste.
2022 erreichte Galàn zwei Viertelfinals auf der ATP Tour, sowie die dritte Runde in Wimbledon und den US Open, wodurch er ein neues Karrierehoch von Rang 67 erreichte.
2018 debütierte er für die kolumbianische Davis-Cup-Mannschaft.

## Erfolge
| Legende (Anzahl der Siege)  |
| Grand Slam                  |
| ATP World Tour Finals       |
| ATP World Tour Masters 1000 |
| ATP World Tour 500          |
| ATP World Tour 250          |
| ATP Challenger Tour (6)     |

### Einzel

#### Turniersiege
| Nr. | Datum             | Turnier           | Belag | Finalgegner                | Ergebnis       |
| --- | ----------------- | ----------------- | ----- | -------------------------- | -------------- |
| 1.  | 22. Juli 2018     | San Benedetto     | Sand  | Sergio Gutiérrez Ferrol    | 6:2, 3:6, 6:2  |
| 2.  | 29. November 2020 | Lima              | Sand  | Thiago Agustín Tirante     | 6:1, 3:6, 6:3  |
| 3.  | 23. Januar 2022   | Concepción        | Sand  | Santiago Rodríguez Taverna | 6:1, 3:6, 6:3  |
| 4.  | 17. April 2022    | Sarasota          | Sand  | Steve Johnson              | 7:67, 4:6, 6:1 |
| 5.  | 26. Januar 2025   | Punta del Este    | Sand  | Tomás Barrios Vera         | 5:7, 6:4, 6:4  |
| 6.  | 16. März 2025     | Santiago de Chile | Sand  | Thiago Monteiro            | 7:5, 6:3       |

## Abschneiden bei Grand-Slam-Turnieren

### Einzel
| Turnier         | 2018 | 2019 | 2020 | 2021 | 2022 | 2023 | 2024 | 2025 | Karriere |
| --------------- | ---- | ---- | ---- | ---- | ---- | ---- | ---- | ---- | -------- |
| Australian Open | —    | Q1   | 1    | —    | Q1   | 1    | 2    | Q1   | 2        |
| French Open     | Q2   | Q3   | 3    | 1    | Q1   | 1    | 1    | 2    | 3        |
| Wimbledon       | Q1   | Q2   |      | 2    | 3    | AF   | 1    | Q1   | AF       |
| US Open         | Q3   | Q3   | —    | Q1   | 3    | 1    | Q2   |      | 3        |

Zeichenerklärung: S = Turniersieg; F, HF, VF, AF = Einzug ins Finale / Halbfinale / Viertelfinale / Achtelfinale; 1, 2, 3 = Ausscheiden in der 1. / 2. / 3. Hauptrunde; Q1, Q2, Q3 = Ausscheiden in der 1. / 2. / 3. Qualifikationsrunde; nicht ausgetragen